# Puccinia pygmaea
Puccinia pygmaea ist eine Ständerpilzart aus der Ordnung der Rostpilze (Pucciniales). Der Pilz ist ein Endoparasit von Berberitzen (Berberis spp.) und Süßgräsern der Tribus Aveneae und Poeae. Symptome des Befalls durch die Art sind Rostflecken und Pusteln auf den Blattoberflächen der Wirtspflanzen. Sie ist montanen und gemäßigten Regionen der ganzen Welt verbreitet.

## Merkmale

### Makroskopische Merkmale
Puccinia pygmaea ist mit bloßem Auge nur anhand der auf der Oberfläche des Wirtes hervortretenden Sporenlager zu erkennen. Sie wachsen in Nestern, die als gelbliche bis braune Flecken und Pusteln auf den Blattoberflächen erscheinen.

### Mikroskopische Merkmale

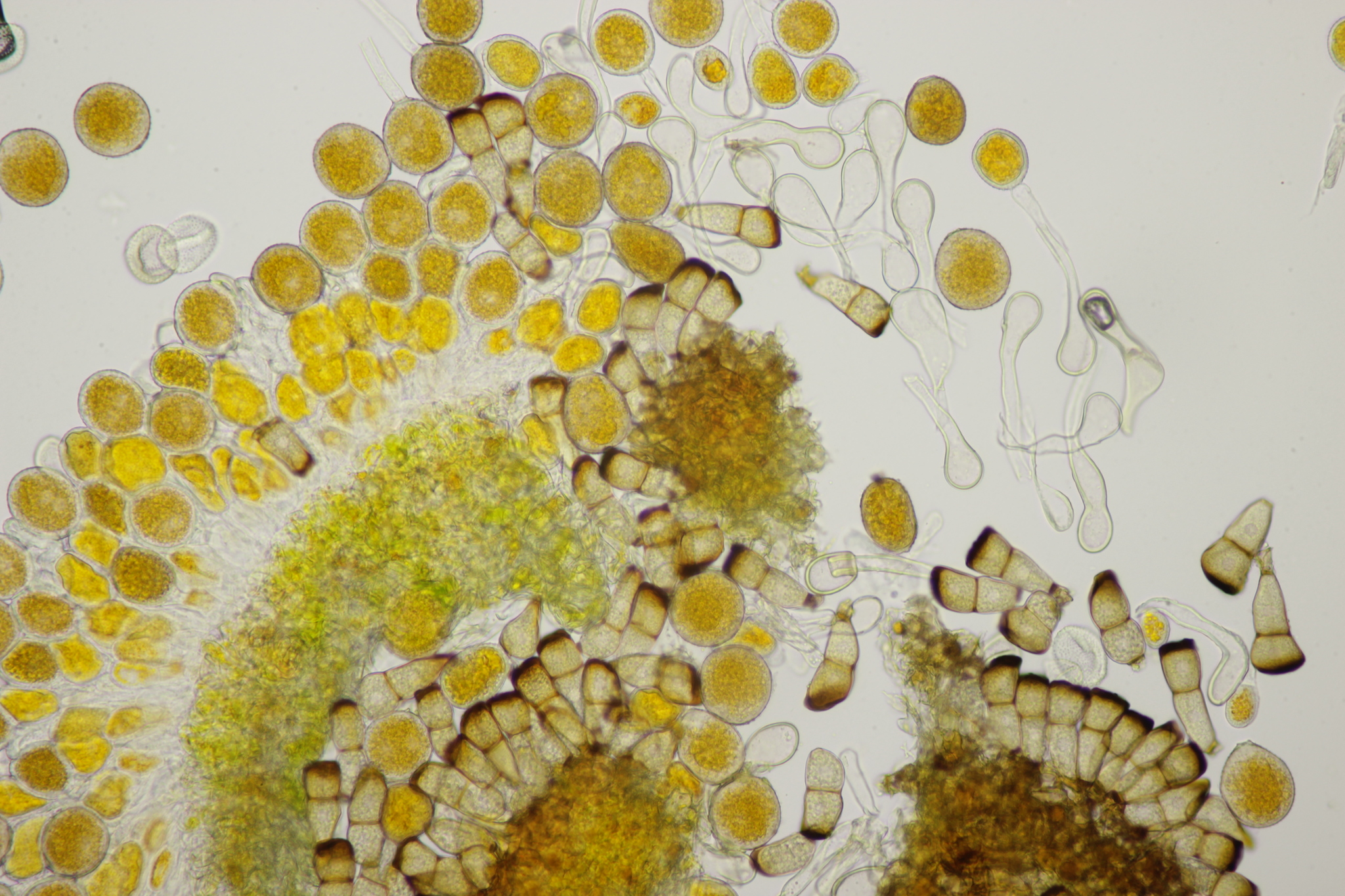
Uredien und Telien auf Land-Reitgras

Das Myzel von Puccinia pygmaea wächst wie bei allen Puccinia-Arten interzellulär und bildet Saugfäden, die in das Speichergewebe des Wirtes wachsen. Die Aecien der Art wachsen lokal auf Berberitzen, ihre hyalinen Aeciosporen sind runzelig und 19–24 × 16–20 µm groß. Die hell zimtbraunen Uredien des Pilzes wachsen auf den oberseitigen Blattoberflächen der Wirtspflanze. Ihre ebenfalls zimtbraunen bis gelblichen Uredosporen sind breit ellipsoid bis eiförmig, 26–32 × 21–24 µm groß und fein stachelwarzig. Die meist blattunterseitigen Telien der Art sind schwärzlich, bedeckt und kompakt. Die haselnussbraunen Teliosporen sind zweizellig, in der Regel lang eiförmig bis länglich und 36–48 × 17–22 µm groß; ihre Stiele sind gelblich und bis zu 15 µm lang.

## Verbreitung
Das bekannte Verbreitungsgebiet von Puccinia pygmaea umfasst die ganze Welt, die Art kommt in montanen und gemäßigten Regionen vor.

## Ökologie
Die Wirtspflanzen von Puccinia pygmaea sind Berberitzen (Berberis spp.) für den Haplonten, Straußgräser (Agrostis), Strandhafer (Ammophila), Reitgräser (Calamagrostis), Schwingel (Festuca) und Deschampsia glossii für den Dikaryonten. Der Pilz ernährt sich von den im Speichergewebe der Pflanzen vorhandenen Nährstoffen, seine Sporenlager brechen später durch die Blattoberfläche und setzen Sporen frei. Die Art verfügt über einen Entwicklungszyklus mit Aecien, Spermogonien, Telien und Uredien und macht einen Wirtswechsel durch.